# Mark Penn
Mark J. Penn je respektovaný marketingový stratég a politický konzultant. Je prezidentem reklamní agentury specializované na politický marketing Penn, Schoen a Berland Associates (PSB) a od roku 2005 i ředitel PR společnosti Burson-Marsteller (BM). Mark Penn a jeho agentura Penn, Schoen a Berland Associates (PSB) pracovala pro Clintonovy v USA, Tonyho Blaira v Británii, Silvia Berlusconiho v Itálii, Menachima Begina v Izraeli a naposledy pracuje pro Jiřího Paroubka v České republice. Mantrou aktivit Marka Penna jsou průzkumy a jejich správná implementace. Jeho práce pro politický sektor je postavena na principu marketingově orientované strany a negativních kampaních vůči oponentům.

## Negativní reklama
Negativní politická reklama je stará více než 50. let, ale teprve Mark Penn ji dovedl k dokonalosti. Negativní kampaně v jeho provedení neútočí na stranu a její ideje či program, ale na politického lídra jako osobu, konkrétního člověka. "Masivní negativní reklama dokáže utvářet názor voličů, aniž jim předložíte jediný důkaz." říká Mark Penn a naposledy to ukázal v praxi při "dirty" kampani proti Obamovi. Hillary Clintonová na jeho radu napadala Obamu že "bral drogy", "není skutečný Američan", "má muslimský původ" až po osočení bez jakéhokoliv racionálního základu "Styďte se, Baracku Obamo! Je na čase, abyste vedl kampaň slučitelnou s vaším poselstvím veřejnosti, to od vás očekávám. Vraťte se do Ohia, diskutujme o vaší taktice a vašem chování v této kampani!".
Podle stejného doporučení napadá své politické soupeře jeho další klient Jiří Paroubek. Jeho političtí protivníci "lžou, kradou, jsou mafiáni, šprti, nacisti, cvičí si komanda" a "média proti němu vedou štvavou kampaň" atd.

## Marketingově orientovaná strana
Mark Penn a jeho agentura PSB dovedla k dokonalosti propojení marketingových nástrojů komerčních nadnárodních korporací a regionální politiky. "Řekněte lidem, co chtějí slyšet. Lidskost a odpovědnost do volební kampaně nepatří" je jedno z hesel Marka Penna a v tomto duchu je tvořen politický program strany pro kterou pracuje. Nejprve se provedou hloubkové marketingové průzkumy, z něho vyplynou témata, která vystihují hlavní obavy voličů a na tomto základě jsou stanoveny politické priority a program. Politiku tak netvoří politici ale marketingoví konzultanti. Přesné znění se odladí prostřednictvím dalším testováním na tzv. focus-group. "Fokusky" pak vyladí přesné znění sdělení, které reprodukuje politik. "Třináctý důchod ze zisků ČEZ je mediální zkratka, která vznikla na základě doporučení agentury. Já se snažím důsledně mluvit o mimořádném jednorázovém příspěvku k důchodu ve výši 2 400 korun, ale také se mi to vždycky nedaří. Ten pojem třináctý důchod se velmi často člověku připlete na jazyk." přiznává Bohuslav Sobotka kdo určuje jak má mluvit správný lídr ČSSD v režii Marka Penna a PSB.
Marketingově orientovaná strana, která takto naplňuje potřeby a touhy ve volbách většinou vítězí a navíc vypadá, že má širokou podporu veřejnosti. V našem prostředí bychom to mohli nazvat vědecký populismus.

## Propojení politiky a byznysu
V 90. letech pracuje Mark Penn na jedné straně jako marketingový konzultant pro demokratické kongresmany a pomáhá jim s politickým programem proti kouření a paralelně pracuje jeho agentura PSB pro tabákové firmy Philip Morris a RJ Reynolds Tobacco Company. Cílem bylo zmírnit připravovaný zákon o regulaci propagace, distribuce a omezení kouření.
Jeho oblíbené spojování byznysu a politiky se mu stalo osudným ve finiši kampaně pro Hillary Clintonovou v roce 2008. Nejprve vyšlo najevo, že zatímco Hillary bojovala ve spolupráci s první Pennovou agenturou PSB proti "špinavým" uhelným elektrárnám a za ekologické obnovitelné zdroje, druhá Pennova agentura Burson-Marsteller začala lobbovat pro elektrárenskou společnost TXU proti emisním omezením jejich uhelných elektráren. Na jaře 2008 je Mark Penn a jeho agentura PSB vyhozena z volebního teamu Hillary Clintonové, protože Mark Penn (opět jako zástupce své druhé agentury Burson Mastelers) tajně lobboval pro kolumbijskou vládu. Po tomto skandálu již v USA pro politický sektor nemůže pracovat a jeho pozornost se přesouvá do východní Evropy.